# Mischief Night (2014)
Mischief Night é um filme de terror produzido nos Estados Unidos e lançado em 2014.